# Medaillenspiegel der Olympischen Sommerspiele 1912
Diese Tabelle zeigt den Medaillenspiegel der Olympischen Sommerspiele 1912 in Stockholm. Die Platzierungen sind nach der Anzahl der gewonnenen Goldmedaillen sortiert, gefolgt von der Anzahl der Silber- und Bronzemedaillen. Weisen zwei oder mehr Länder eine identische Medaillenbilanz auf, werden sie alphabetisch geordnet auf dem gleichen Rang geführt. Dies entspricht dem System, das vom Internationalen Olympischen Komitee (IOC) verwendet wird.
18 der 28 teilnehmenden Nationen gewannen in einem der 102 ausgetragenen Wettbewerbe mindestens eine Medaille. Von diesen gewannen 15 mindestens eine Goldmedaille.

## Medaillenspiegel
| Platz | Mannschaft               | Gold | Silber | Bronze | Gesamt |
| ----- | ------------------------ | ---- | ------ | ------ | ------ |
| 01    | Vereinigte Staaten (USA) | 25   | 19     | 19     | 63     |
| 02    | Schweden (SWE)           | 23   | 25     | 17     | 65     |
| 03    | Großbritannien (GBR)     | 10   | 15     | 16     | 41     |
| 04    | Finnland (FIN)           | 9    | 8      | 9      | 26     |
| 05    | Frankreich (FRA)         | 7    | 4      | 3      | 14     |
| 06    | Deutsches Reich (GER)    | 5    | 13     | 7      | 25     |
| 07    | Südafrika (RSA)          | 4    | 2      | —      | 6      |
| 08    | Norwegen (NOR)           | 3    | 2      | 5      | 10     |
| 09    | Ungarn (HUN)             | 3    | 2      | 3      | 8      |
| 10    | Kanada (CAN)             | 3    | 2      | 3      | 8      |
| 11    | Italien (ITA)            | 3    | 1      | 2      | 6      |
| 12    | Australasien (ANZ)       | 2    | 2      | 3      | 7      |
| 13    | Belgien (BEL)            | 2    | 1      | 3      | 6      |
| 14    | Dänemark (DEN)           | 1    | 6      | 5      | 12     |
| 15    | Griechenland (GRE)       | 1    | —      | 1      | 2      |
| 16    | Russisches Reich (RUS)   | —    | 2      | 3      | 5      |
| 17    | Österreich (AUT)         | —    | 2      | 2      | 4      |
| 18    | Niederlande (NED)        | —    | —      | 3      | 3      |
|       | Gesamt                   | 101  | 106    | 104    | 311    |

## Medaillenspiegel der Kunstwettbewerbe
| Platz | Mannschaft               | Gold | Silber | Bronze | Gesamt |
| ----- | ------------------------ | ---- | ------ | ------ | ------ |
| 01    | Italien (ITA)            | 2    | —      | —      | 2      |
| 02    | Frankreich (FRA)         | 1    | —      | 1      | 2      |
| 0     | Schweiz (SUI)            | 1    | —      | —      | 1      |
| 0     | Vereinigte Staaten (USA) | 1    | —      | —      | 1      |
|       | Gesamt                   | 5    | —      | 1      | 6      |